# Stvarna Kristova prisutnost u euharistiji
Stvarna Kristova prisutnost u euharistiji je pojam, koji se koristi u različitim kršćanskim tradicijama, da se izrazi uvjerenje da je u euharistiji, Isus Krist stvarno prisutan u onome što je prije bilo samo kruh i vino, a ne samo prisutan kao simbol, govorna figura (metaforički, uobičajeno među radikalnim reformatorima), ili po njegovoj moći (dinamički), ili milošću Duha Svetoga u pojedinog vjernika (pneumatski, uobičajeno kod reformiranih vjernika).
Nisu sve kršćanske tradicije prihvatile tu doktrinu. O tome se intenzivno raspravljalo 1980-ih u raspravi o "Krštenje, euharistija i služenje" Svjetskog vijeća Crkvi, a u raspravi je sudjelovala i Katolička Crkva.

## Katolička Crkva
Prema katoličkom su nauku tijelo i krv Kristova u euharistiji «istinski, bitno i stvarni prisutni».[nedostaje izvor] Po euharistijskoj molitvi koju izgovara svećenik, a posebno po epiklezi (zazivu Duha Svetoga) i riječima pretvorbe (konsekracije) događa se misterij pretvorbe kruha i vina u Kristovu tijelo i krv. Budući da je Kristova zapovijed «ovo činite meni na spomen»[nedostaje izvor] bila upućen apostolima, danas samo zaređeni svećenici mogu valjano slaviti euharistiju i vršiti pretvorbu jer su samo oni nasljednici apostola. 
Od 9. st. pretvorba kruha i vina u tijelo i krv Isusa Krista sve se više objektivizira i o tome se pod utjecajem Aristotelove filozofije sve više filozofira i teologizira. Tako da 1215. g. Četvrti Lateranski koncil proglašava dogmu o transupstancijaciji. Od tog su se vremena u katoličkoj tradiciji razvili razni oblici štovanja presvetog sakramenta: klanjanja hostiji, izlaganja u pokaznicama konsekriranih hostija i vina, tijelovske procesije itd. Izvještaji o čudima vezanim uz presveti sakrament kao npr.: hostije koje krvare, pretvaranje hostije u tzv. Čovjeka boli, i sl. potkrepljuju i potvrđuju ispravnost dogme.
Za Katoličku Crkvu je dakle u posvećenoj hostiji Isus realno prisutan i ostaje prisutan također i nakon misnog slavlja, zbog čega se hostije čuvaju u tabernakulu i zbog čega katolici ne samo štuju hostiju kao npr. likovne prikaze Isusa, nego se klanjaju hostiji u kojoj je pravi Bog Isus Krist prisutan. Katolička teologiju ne vidi nikakvu oprečnost između činjenice da i nakon pretvorbe kruh i vino ostaju oblikom kruh i vino te vjere da je u euharistijskom kruhu i vinu Kristova prisutnost i stvarna.
Pravoslavne crkve također vjeruju da su posvećeni kruh i vino u euharistiji uistinu tijelo i krv Kristova.

## Luterani
Luteranski stav prema realnoj prisutnosti Kristovoj u euharistijskom kruhu i vinu se u mnogočemu razlikuje od katoličkog. Luther odbacuje svaku upotrebu euharistijskog kruha i vina koja nije utemeljena na evanđeoskim izvještajima o posljednjoj večeri, ponajprije u tijelovskim procesijama. Sakrament se po njegovom shvaćanju mora podijeliti i odmah za vrijeme euharistijske službe konzumirati. Dakako i Luther vjeruje u realnu prisutnost Kristovu u euharistijskom kruhu i vinu.
I nakon Lutherova otcjepljenja od Rima te njegove smrti u luteranskim je crkvama ostala praksa izlaganja presvetog sakramenta u monstrancama i pohranjivanja u svetohraništu ili tabernakulu. Dakako da su i luterani dugo nakon Lutherove smrti razlikovali konsekrirani kruh od običnoga i prema hostijama preostalim nakon mise odnosili se na sličan načina kao katolici. Sam je Luther otpuštao župnike iz službe koji nisu pravili razliku između konsekriranih i nekonsekriranih hostija. Lutherov odnos pun strahopoštovanja prema kosekriranim hostijama i vinu potvrđuje njegovu osobnu vjeru u Kristovu realnu prisutnost.
Prema Lutherovom uvjerenju da je Krist u slavljenju mise realno prisutan, njegovu krv i tijelo mogu primiti i vjernici i nevjernici. Dakle, vjera ne uzrokuje sakrament, nego Isusovo obećanje «Ovo je moje tijelo, ovo je moja krv». Po Kristovoj prisutnosti u euharistiji, koja nije uvjetovana osobnom vjerom, svaki pričesnik bio on vjernik ili ne, prima okrepu i snagu.  Sakrament stvara vjeru, a ne vjera sakrament. 
U pogledu realne Kristove prisutnosti u euharistiji tek nakon Lutherove smrti dolazi do različitosti među luteranima. Prema shvaćanju Philippa Melanchtona, koje je kasnije bilo zapisano u luteranskim vjeroispovijestima, Krist je prisutan «u, s, i pod» prilikama kruha i vina. Ali to se shvaća tako da je realna prisutnost aktualna samo za vrijeme euharistijskoga slavlja, ne nakon toga.